# Kávás
Kávás je vas na Madžarskem, ki upravno spada pod podregijo Zalaegerszegi Županije Zala.